# محلل النظم
محلل النظم هو أحد المختصين بمجال نظم المعلومات والذي يقوم بعدة مهام في تطوير نظم المعلومات منها بحث المشاكل والتخطيط للحلول المناسبة واختيار البرمجية أو النظام المناسب لحل المشاكل وتنسيق عملية تطوير البرمجيات لمقابلة احتياجات العمل.
وكذلك دراسة متطلبات قيام النظام ومدخلاته ومخرجاته، وكذلك تحديد الموارد اللازمة لتنفيذه، بالإضافة إلى بيان كيفية التنفيذ وشرح ديناميكية العمل وتنظيم العلاقات المختلفة بين الكائنات الموجودة بالنظام.